# Streyf
Streyf - jest piątym studyjnym albumem muzycznym grupy Riger. Wydany 17 kwietnia 2009 roku jako CD oraz limitowany digibook w nakładzie 250 sztuk zawierający dwie naszywki, koszulkę oraz naklejkę.

## Lista utworów
1. „Allbrandopfer” – 5:44
2. „Ehr im Sieg, Ehr im Fallen” – 5:23
3. „Nachtmahr” – 6:23
4. „Hinter Mauern aus Stein” – 5:39
5. „Metall” – 6:00
6. „Geliebte Wut” – 5:11
7. „Gier” – 4:30
8. „Stammesbaum” – 5:56
9. „Wenn das Licht uns nimmt” – 6:32
10. „Zweites Gesicht” – 4:35
11. „Streyf” – 7:49

## Twórcy
- Ingo Tauer – śpiew
- Nicola Jahn – gitara rytmiczna
- Christoph Hellmann – gitara prowadząca
- Janko Jentsch – gitara basowa
- Tom Wenzel – perkusja